# 1935级鱼雷艇
1935级鱼雷艇（德語：Torpedoboot 1935）是纳粹德国战争海军于1930年代建造的十二艘鱼雷艇所使用的船级。尽管首批艇具已于1939年9月第二次世界大战爆发后的几个月内陆续竣工，却无一参与1940年4月至6月的挪威战役，直到7月才开始为船队以及在北海和英吉利海峡布设雷区的布雷舰提供护航。11月，大多数同级艇移驻挪威，试图从当地袭击苏格兰沿岸的航运，但未能成功，反而导致其中一艘成员被击沉。它们于1941年初进行改装，随后将近半数同级艇被部署至波罗的海，以便在6月“巴巴罗萨行动”开始后支援德军的行动。由于人员短缺，其中四艘成员于1941年和1942年一度被置入预备役。另有四艘艇则移驻德占法国，于1941年末协助护送两艘破交舰穿越英吉利海峡，继而于1942年初成为在“海峡冲刺”行动中主力舰经英吉利海峡驶往德国的护航舰艇之一。两艘同级艇在年中率先撤出前线被分配到鱼雷学校，而其余成员于同年余下的时间和1943年都步其后尘。
1942年中期，两艘1935级艇重返前线被派往法国，并参与了10月护送一艘破交舰返回英吉利海峡的失败行动。1943年初，再有三艘同级艇重回法国，它们在那里两度护送一艘意大利突围舰穿越比斯开湾进入大西洋，却都以失败告终。到年底，所有1935级艇要么沦为预备役，要么正处于维修，或是被分配予鱼雷学校。随着苏军的推进，它们于1944年获召回现役，以支援在波罗的海作战的德军。这一年共有三艘1935级艇遭盟军的炸弹摧毁。第二年，又有三艘被英国飞机击沉、两艘被苏联水雷炸沉。余下三艘在战争中幸存下来，被盟军作为战争赔款收缴。只有苏联真正使用了其获得的艇具，它最终被用作试验船，然后于1950年代被凿沉。

## 设计
根据1930年签署的《伦敦海军条约》规定，标准排水量低于600長噸（610公噸）的水面舰艇不计入国家总吨位限制，因此战争海军试图设计一款无需占用总吨位额度、但比S艇适航性更强、航程更远的鱼雷艇用于北海和波罗的海。然而，由于过高的航速要求导致必须搭载与1934级驱逐舰同样麻烦的高压锅炉，这最终被证明是不可能的。因为轻量化的舰体狭窄，空间有限，难以接近机械设备，会使得锅炉的维护问题更为棘手。海军历史学家M·J·惠特利认为：“事后看来，整个设计方案是对人力和物力的极大浪费，因为这些鱼雷艇难以发挥其设计用途”。
1935级鱼雷艇全长84.3米，水线长82.2米；1941年重建艇艏以提高耐波性后，全长则增至87.1米。它们有8.62米的舷宽以及平均2.83米的吃水深度。最终设计的标准排水量为859長噸（873公噸）、满载排水量为1,108長噸（1,126公噸），较600长吨的上限高出40%，但这并没有阻止战争海军违反条约，继续将舰艇的排水量标注为600长吨。艇体被分成十二个水密隔舱，并具有占龙骨长度比重为75%的双层船底，稳心高度为0.74米。它们被视为优秀的远洋艇具，机动性极佳。然而，在艇艏重建之前，其前部在遭遇顶头浪时会被严重打湿。艇只的标准船员编制为6名军官和113名水兵。
同级艇搭载有两组瓦格纳齿轮传动蒸汽轮机，各负责驱动一副直径为2.45米至2.6米的三叶螺旋桨。过热蒸汽由四台瓦格纳水管锅炉供应，其运行压力为70標準大氣壓（7,093千帕斯卡），温度460℃。这些涡轮机可输出31,000匹軸馬力（23,000千瓦特）的功率，设计航速为35節（65每小時）。艇只最多可贮存191吨燃料油，能够以19節（35每小時）的速度的巡航1,200海里（2,200）。

### 武装
竣工时，1935级鱼雷艇在艇艉装备有一门42倍径105毫米32式速射炮作为主炮。该炮的高低射界为-10°俯角至+50°仰角，发射15.1千克炮弹时的炮口初速为785米每秒。在+44.4°仰角下，射程可达15,175米。防空系统包括一门80倍径37毫米30式高射炮，它以背负形式架设在105毫米炮上方。其手动炮架在最大仰角80°时，射程不足6,800米；而35.7°仰角的水平射程则为8,500米。单发30式高射炮在发射0.748千克炮弹时的炮口初速1,000米每秒，射速为每分钟30发。这些鱼雷艇还在舰桥翼台装备有两门65倍径20毫米30式高射炮，有效射速约为每分钟120发。其在发射0.12千克炮弹时的初速为875米每秒，射程可达3,700米，最大水平射程为4,800米。单艇每门火炮的携带量均2,000发弹药。
1935级鱼雷艇在两座水面三联装旋转式挂架上装备有六具500毫米鱼雷发射管，并可携带多达30枚水雷（天气良好时可携带60枚）。艇载使用G7a型鱼雷，其具有300千克重的弹头和三档速度/射程设置：30節（56每小時）为14,000米，40節（74每小時）为8,000米以及44節（81每小時）为6,000米。
部分同级艇在竣工前便已将37毫米炮换装为额外的20毫米炮、深水炸弹和扫雷切割器。战争后期的增建仅限于安装雷达、雷达探测器和额外的高射炮。直到1944年4月，T-1、T-2、T-3和T-4号仍然缺乏雷达，其防空系统也未得到显著增强。

## 同级艇
| 艇名   | 造船厂         | 动工           | 下水           | 入役           | 结局                                                             |
| ------ | -------------- | -------------- | -------------- | -------------- | ---------------------------------------------------------------- |
| T-1号  | 埃尔宾希肖船厂 | 1936年11月14日 | 1938年2月17日  | 1939年12月1日  | 1945年4月10日遭飞机击沉                                          |
| T-2号  | 埃尔宾希肖船厂 | 1936年11月14日 | 1938年4月17日  | 1939年12月2日  | 1944年7月29日遭飞机击沉                                          |
| T-3号  | 埃尔宾希肖船厂 | 1936年11月14日 | 1938年6月23日  | 1940年2月3日   | 1940年9月19日遭飞机击沉，但经打捞后修复。1945年3月14日再触雷沉没 |
| T-4号  | 埃尔宾希肖船厂 | 1936年12月29日 | 1938年9月15日  | 1940年5月27日  | 1945年移交美国，1948年转往丹麦；1951年拆解                       |
| T-5号  | 不来梅德希马格 | 1936年12月30日 | 1937年11月22日 | 1940年1月23日  | 1945年3月14日触雷沉没                                            |
| T-6号  | 不来梅德希马格 | 1937年1月3日   | 1937年12月16日 | 1940年4月30日  | 1940年11月7日触雷沉没                                            |
| T-7号  | 不来梅德希马格 | 1937年8月20日  | 1938年6月18日  | 1939年12月20日 | 1944年7月29日遭飞机击沉                                          |
| T-8号  | 不来梅德希马格 | 1937年8月28日  | 1938年8月10日  | 1939年10月8日  | 1945年5月3日遭飞机击沉                                           |
| T-9号  | 埃尔宾希肖船厂 | 1936年11月24日 | 1938年11月3日  | 1940年7月4日   | 1945年5月3日遭飞机击沉                                           |
| T-10号 | 埃尔宾希肖船厂 | 1936年11月24日 | 1939年1月19日  | 1940年8月5日   | 1944年12月19日遭飞机击沉                                         |
| T-11号 | 不来梅德希马格 | 1938年7月1日   | 1939年3月1日   | 1940年5月24日  | 1946年移交英国，后转往法国；1951年拆解                           |
| T-12号 | 不来梅德希马格 | 1938年8月20日  | 1939年4月12日  | 1940年7月3日   | 1946年移交苏联；改作试验船并于1959年凿沉                         |

## 服役历史

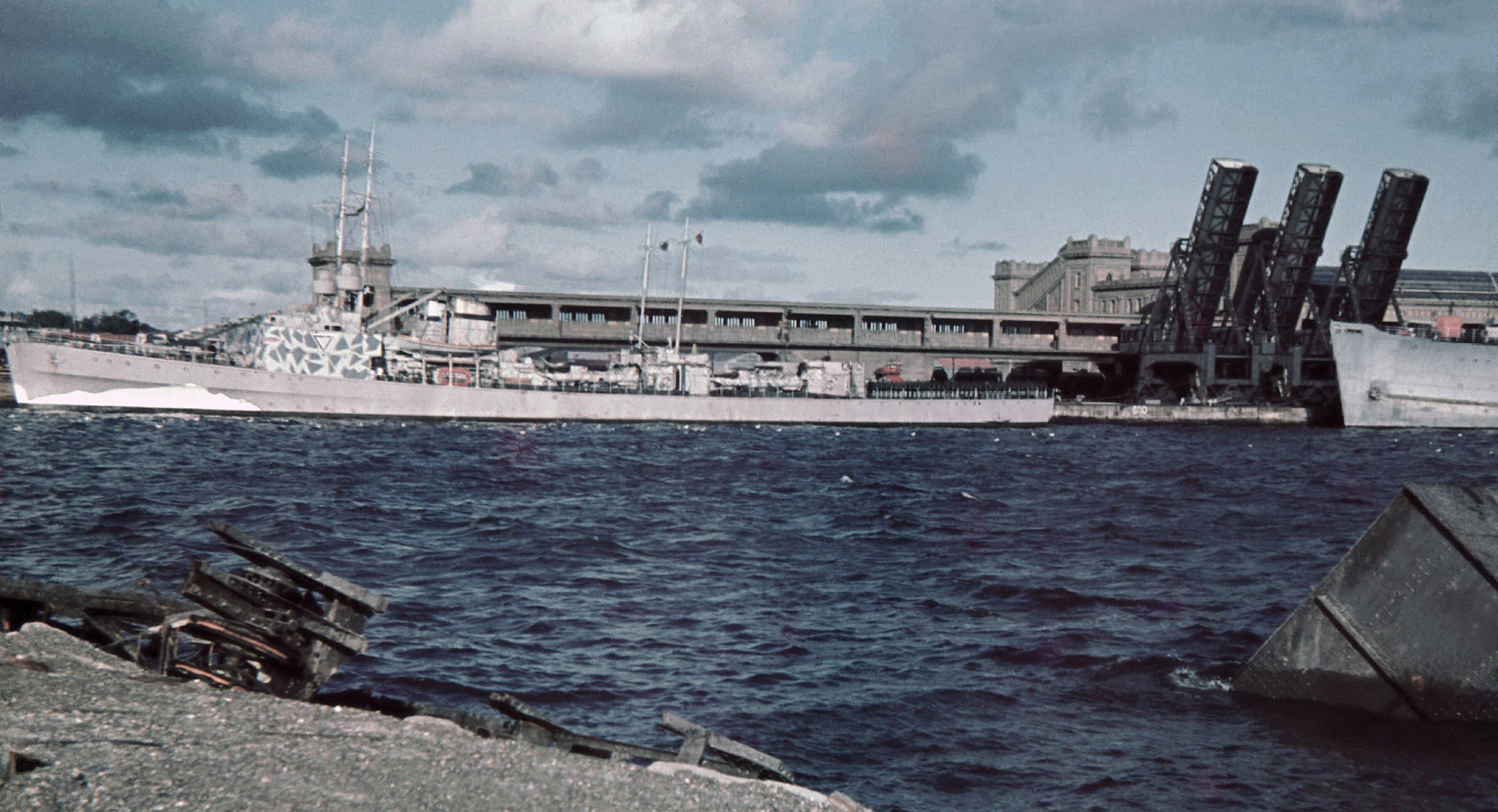
两艘1935级鱼雷艇于1940年在瑟堡

尽管首批同级艇在1939年底便已完工，但由于锅炉维护问题、对舰桥的改造以及与新艇级调试过程中出现的常见问题，使它们一直滞留在德国水域直至1940年中期。随后，T-2、T-7和T-8号被编入第5鱼雷艇区舰队，自8月起开始为在北海布设雷区的布雷舰提供护航。8月底，T-1、T-2和T-3号被编入第1鱼雷艇区舰队，而T-5、T-6、T-7和T-8号则被编入第2鱼雷艇区舰队，这两支队伍继续在北海、英吉利海峡和多佛尔海峡为布雷舰护航。T-12号于9月移驻挪威执行护航任务。9月9日，T-2号遭英国轰炸机击伤，后返回德国维修。九天后，T-3号也被英国轰炸机击沉，不过它于1941年获重新打捞并拖回德国进行修复。到11月，第1和第2鱼雷艇区舰队（包括T-1、T-4、T-6、T-7、T-8、T-9和T-10号）均移驻挪威斯塔万格。它们于11月6日从当地出发，试图袭击在苏格兰沿海发现的两支海岸护航队，却误入英国雷区，导致T-6号沉没，遂在救起幸存者后返回港口。T-11号则一直留驻德占法国直到12月，之后开始在德国接受漫长的改装。其所有姊妹艇都在1941年1月至3月期间开始各自的改装。
完成改装后，T-2、T-5、T-8和T-11号于1941年9月中旬支援德军入侵爱沙尼亚群岛（“贝奥武夫行动”），继而在T-7号的增援下，护送战列舰提尔皮茨号于9月23日至29日出击进入奥兰海，以阻止苏联红旗波罗的海舰队从芬兰湾突围。T-1、T-8、T-9和T-10号曾于这年的某段时期被降入预备役，以纾缓兵员短缺的情况。11月，尽管遭到英国鱼雷快艇的袭击，T-4、T-7和T-12号仍成功护破交舰彗星号穿越英吉利海峡进入大西洋。次月，T-2、T-4、T-7、T-12和T-14号又顺利完成对破交舰索尔号的类似护航，惟英国人并未作出反应。
1942年2月12日上午，第2鱼雷艇舰队（包括T-2、T-4、T-5、T-11和T-12号）前往法国与战列舰格奈森瑙号、沙恩霍斯特号和重巡洋舰欧根亲王号会合，协助护送它们在“海峡冲刺”行动中穿越英吉利海峡返回德国。行动完成后，T-4、T-5、T-11和T-12号被转移到挪威继续执行护航任务。4月，T-7号加入其中，而T-2号则被降入预备役，T-11号之后亦是如此。至1942年中期，T-1和T-8号获重新启用，并被分配到鱼雷学校担任训练艇。T-4号于同年6月返回法国，T-10号也紧随其后，加入第3鱼雷艇区舰队。10月，该区舰队试图护送彗星号穿越英吉利海峡，但以失败告终。它们遭到由五艘护卫驱逐舰和八艘鱼雷快艇组成的英国编队拦截，后者击沉了破交舰，并严重击伤T-10号，迫使其返回本土并划归预备役。T-7号也于10月一度被降入预备役，之后于1943年1月被分配到鱼雷学校。
T-4和T-10号于1943年1月返回德国，并步T-1、T-7、T-8和T-11号的后尘被分配到鱼雷学校。T-2号于1943年3月在法国加入T-9和T-12号的行列，T-5号也于同月抵达法国。T-2、T-9和T-12号均隶属第2鱼雷艇区舰队，并在3月下旬为试图从比斯开湾突围的意大利突围舰喜马拉雅号提供护航。然而，这艘意大利船在被英国侦察机发现后被迫返航。几周后，喜马拉雅号再度尝试突破封锁，但依旧被英国人的猛烈空袭挫败。T-9和T-12号于5月启航至德国进行改装，随后发配鱼雷学校；而T-2号于7月被转移到波罗的海，并于10月与T-5号一同换编至鱼雷学校。T-3号则于12月完成维修，同样被分配至鱼雷学校。
从1944年3月起，各同级艇开始陆续重返现役，加入第2鱼雷艇区舰队，为波罗的海的舰船护航，并支援轴心国部队抵御苏军的推进。6月27日至28日，T-8、T-10与T-30号连同芬兰军队一起试图夺回纳尔维岛，但未能成功。7月16日，这三艘鱼雷艇在爱沙尼亚的纳尔瓦附近击沉了一艘苏联巡逻艇。7月29日，T-2和T-7号被空袭不来梅的美国轰炸机击沉。两艘艇都被打捞上岸，但均未修复。11月23日至24日夜间，包括T-3、T-5、T-9和T-12号在内的区舰队为装甲舰舍尔将军号实施掩护，当时后者正在从爱沙尼亚萨雷马岛的瑟爾韋半島撤离期间炮击苏联阵地。12月15日，苏联对利鲍发动空袭，导致驻扎在当地的T-10号受损。该艇驶往戈滕哈芬进行维修，然而当它于12月18日停泊在浮动旱坞期间，英国人轰炸了该港口。旱坞严重受损，数枚炸弹落在旱坞内壁和T-10号艇体之间，炸出多个大洞，T-10号于次日沉没。
1945年1月29日至30日，T-1和T-12号成为欧根亲王号的护航舰艇之一，支援德军对已推进至克兰茨附近的苏军发动反击。2月8日，当装甲舰吕措号炮击弗劳恩堡附近的苏军阵地时，T-8号对其进行了掩护。3月14日，T-3和T-5号在护送一支船队期间，撞上由一艘苏联潜艇布设的水雷并沉没。T-1号于4月9日夜晚在基尔被英军炸弹击中后沉没，T-8和T-9号随后也于5月3日被英军飞机击沉。T-4、T-11和T-12号成为在战争中幸存的三艘1935级鱼雷艇。1945年底，当盟军瓜分战争海军幸存的舰艇时，前两艘获分配予美国和英国，但两国海军对它们不感兴趣。T-4号于1948年被转售至丹麦，用作鱼雷快艇领舰，但从未服役，便于1950—1951年间拆解。英国于1946年将T-11号转让予法国，后者将其更名为“比尔哈基姆”号（Bir Hacheim）。该艇随即被列入预备役，直到1951年10月8日除籍后被拆解。T-12被分配予苏联，并于1946年更名为“敏捷”号（Подвижный）。它在波罗的海舰队服役至1949年，之后因锅炉爆炸而严重受损。该艇于1953年退役，并于1954年再更名为“海豚”号（Кит），用于在拉多加湖进行模拟核试验。海豚号于1959年在浅水中自沉。至1991年中期，其受放射性污染的残骸被打捞上岸，并拖到另一处更深的水中凿沉。